# Sesgo de confirmación
El sesgo de confirmación o sesgo confirmatorio es la tendencia a favorecer, buscar, interpretar y recordar la información que confirma las propias creencias o hipótesis, dando desproporcionadamente menos consideración a posibles alternativas. Se trata de un tipo de sesgo cognitivo y un error sistemático del razonamiento inductivo. Las personas muestran esta tendencia cuando reúnen o recuerdan información de manera selectiva, o cuando la interpretan sesgadamente. El efecto es más fuerte en publicaciones con contenido emocional y en creencias firmemente enraizadas. También tienden a interpretar que las pruebas ambiguas apoyan su postura existente. Se ha invocado la búsqueda sesgada, la interpretación y la memoria para explicar la polarización de las actitudes (cuando un desacuerdo se hace más extremo o polarizado a pesar de que las diferentes partes están expuestas a las mismas pruebas), la perseverancia de las creencias (cuando las creencias de las personas persisten pese a que se ha demostrado su falsedad), el efecto de primacía irracional (cuando se tiene mayor confianza a las primeras experiencias tenidas con algún hecho, que a las más recientes) y la correlación ilusoria (cuando la gente falsamente percibe una asociación entre dos acontecimientos o situaciones).
Una serie de experimentos en los años sesenta sugirió que las personas están sesgadas hacia la confirmación de sus creencias existentes. Investigaciones posteriores reinterpretaron estos resultados como una tendencia a probar ideas de un modo unilateral, centrándose en una posibilidad e ignorando las alternativas. En ciertas situaciones, esta tendencia puede sesgar las conclusiones personales. Entre las explicaciones de las tendencias observadas se encuentran el pensamiento ilusorio y la limitada capacidad humana para procesar la información. Otra explicación es que las personas muestran un sesgo confirmatorio porque sopesan los costes de equivocarse más que el investigar de un modo neutral y científico.
El sesgo de confirmación contribuye al exceso de confianza en las creencias personales y puede mantener o reforzar estas creencias ante evidencias contrarias. Se han encontrado decisiones pobres debido a este sesgo en contextos militares, políticos y de organización.

## Tipos
Los sesgos de confirmación son consecuencia del procesamiento de información, que no debe confundirse con la profecía autocumplida, en la que el comportamiento de la gente hace que sus expectativas se cumplan.
Algunos psicólogos usan la denominación "sesgo de confirmación" para referirse a cualquier forma por la que la persona evita rechazar una creencia, bien en la búsqueda de pruebas, en la interpretación de estas o en el momento de recordarlas. Otros restringen esta denominación a la recopilación selectiva de pruebas.

### Búsqueda sesgada de información

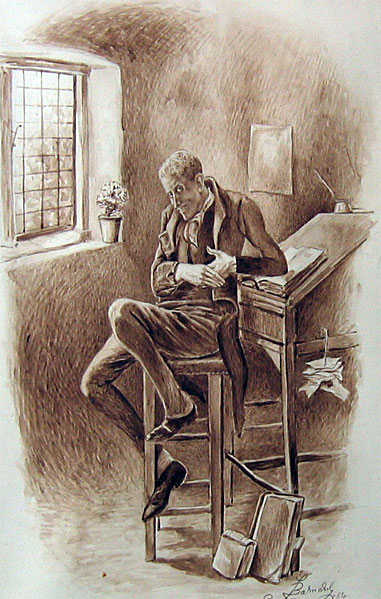
El sesgo de confirmación se ha descrito como un «sí a todo» interno que se repite en las creencias de la persona, algo que le ocurre a Uriah Heep, personaje de Charles Dickens.

Los experimentos han encontrado en repetidas ocasiones que la gente tiende a probar hipótesis de un modo unilateral, buscando pruebas compatibles con la hipótesis que mantienen en un momento dado.
En lugar de buscar entre todas las pruebas relevantes, se hacen preguntas formuladas de modo que una respuesta afirmativa apoye su hipótesis.
Buscan las consecuencias que esperarían si su hipótesis fuera verdadera, en lugar de lo que pasaría si fuera falso.
Por ejemplo, alguien que trata de identificar un número y se vale para ello de preguntas con respuesta sí/no y sospecha que el número es el 3 podría preguntar, «¿es un número impar?». La gente prefiere este tipo de pregunta, llamada «prueba positiva», incluso cuando una prueba negativa como «¿es un número par?» proporcionaría exactamente la misma información.
Sin embargo, esto no significa que la gente busque pruebas que aseguren una respuesta positiva. En estudios donde los sujetos podían seleccionar entre tales pseudopruebas o entre diagnósticos genuinos, favorecieron los diagnósticos genuinos.
La preferencia por las pruebas positivas no es un sesgo en sí mismo, ya que las pruebas positivas pueden ser sumamente informativas.
Sin embargo, en conjunción con otros efectos, esta estrategia puede confirmar creencias o suposiciones existentes, independientemente de si son verdaderas.
En situaciones de la vida real, las pruebas son a menudo complejas y variadas. Por ejemplo, varias ideas contradictorias sobre alguien podrían apoyarse de manera independiente concentrándose en un aspecto de su comportamiento.
Así si alguien busca pruebas a favor de una hipótesis probablemente tenga éxito.
Una ilustración de esto es el modo en el que la formulación de una pregunta puede cambiar considerablemente la respuesta.
Por ejemplo, si se pregunta «¿es usted feliz con su vida social?», los encuestados muestran un grado de satisfacción mayor al de aquellos a los que se les preguntó «¿es usted infeliz con su vida social?».
Incluso un pequeño cambio en la formulación de una pregunta puede afectar al modo en el que la gente busca entre la información disponible y de ahí las conclusiones que alcanzan. Esto se demostró usando un caso ficticio de custodia infantil.
Los sujetos leyeron de múltiples maneras que el padre A era razonablemente adecuado para ser el tutor. El padre B tenía una mezcla de cualidades destacadas positivas y negativas: una relación cercana con el niño pero a su vez un trabajo que le alejaría de él durante períodos largos. Cuando preguntaron «¿Qué padre debería tener la custodia del niño?», el sujeto buscó atributos positivos y una mayoría escogió al padre B. Sin embargo, cuando la pregunta era «¿a qué padre se le debería negar la custodia del niño?» buscaron atributos negativos, pero de nuevo una mayoría contestó que el padre B, lo que implica que el padre A debería tener la custodia.
Estudios similares han demostrado cómo la gente se embarca en una búsqueda parcial de información, pero también que este fenómeno puede verse limitado por una preferencia por pruebas diagnósticas. En un experimento inicial, los sujetos tenían que puntuar a otra persona en una dimensión sobre la introversión-extraversión de su personalidad tomando como base una entrevista. Escogieron las preguntas para la entrevista de una lista dada. Cuando el entrevistado les era presentado como un introvertido, los sujetos seleccionaron preguntas que presumieran introversión, como por ejemplo: «¿Qué encuentra usted desagradable en las fiestas ruidosas?» Y cuando el entrevistado era descrito como extravertido, casi todas las preguntas asumían la extraversión, como «¿Qué haría usted para animar una fiesta aburrida?». Estas cuestiones hacían que los entrevistados apenas tuvieran opciones para refutar los atributos de personalidad que se les habían asignado.
No obstante, una versión posterior del experimento daba a los sujetos menos preguntas que partieran de presunciones, como «¿Huyes de las interacciones sociales?».
Los sujetos prefirieron preguntar este tipo de cuestiones (mejores para diagnosticar), mostrando solo un débil sesgo hacia las preguntas positivas. Este patrón de una preferencia principal por las preguntas diagnósticas y una más débil por las cuestiones positivas se ha replicado en otros estudios.
Otro experimento otorgaba a los sujetos una prueba particularmente compleja de regla-descubrimiento que requería el movimiento de objetos en simulación por ordenador.
Los objetos que aparecían en la pantalla del ordenador seguían unas leyes específicas que los sujetos debían comprender, pudiendo «disparar» los objetos por la pantalla para probar sus hipótesis. A pesar de los muchos intentos durante una sesión de diez horas, ninguno de los sujetos averiguó qué reglas seguía el sistema. Típicamente trataban de confirmar sus hipótesis en lugar de refutarlas, mostrándose reacios a considerar alternativas. Incluso tras ver pruebas que, objetivamente, refutaban sus hipótesis, con frecuencia continuaban haciendo los mismos tests. Algunos sujetos fueron instruidos en formas apropiadas de testar hipótesis pero estas instrucciones apenas tuvieron efecto.

### Interpretación sesgada
Los sesgos de confirmación no están limitados a la recopilación de pruebas. Incluso si dos individuos tienen la misma información, el modo en el que la interpretan puede estar sesgado.
Un equipo de la Universidad de Stanford llevó a cabo un experimento con sujetos que tenían una opinión muy formada sobre la pena capital, con la mitad de ellos a favor y la mitad en contra.
Cada uno de estos sujetos leyó las descripciones de dos estudios: una comparación de los estados de los Estados Unidos con pena de muerte y sin ella, y una comparación de las estadísticas de asesinatos en un estado antes y después de la introducción de la pena de muerte. Tras una lectura rápida de la descripción de cada estudio, se les preguntó a los sujetos si sus opiniones habían cambiado. Después leyeron una relación mucho más detallada del procedimiento de cada estudio y tenían que considerar en qué medida consideraban bien elaborada y convincente la investigación.
De hecho, los estudios eran ficticios. A la mitad de los sujetos se les dijo que una clase de estudio apoyaba el efecto disuasorio y que el otro lo había minado, mientras que a otros sujetos se les presentaron las conclusiones cambiadas.
Los sujetos, tanto los defensores como los detractores, relataron un ligero cambio en sus posiciones en la dirección del primer estudio que habían leído. Una vez que leyeron las descripciones más detalladas de los dos estudios, casi todos volvieron a sus creencias originales, independientemente de las pruebas aportadas, resaltando los detalles que apoyaban su punto de vista y desatendiendo cualquier detalle contrario. Los sujetos describieron los estudios que apoyaban su punto de vista preexistente como superiores a aquellos que lo contradecían, de modo detallado y específico.
Escribiendo sobre un estudio que pareció minar el efecto disuasorio, un defensor de la pena de muerte escribió: «La investigación no cubrió un período lo suficientemente largo de tiempo», mientras que un detractor comentó sobre el mismo estudio: «No hay ninguna prueba fuerte que pueda contradecir las investigaciones que se han presentado».
Los resultados ilustraron que la gente establece estándares más altos en las pruebas para hipótesis que están en contra de sus expectativas vigentes. Este efecto, conocido como «sesgo de desconfirmación», ha sido apoyado por otros experimentos.

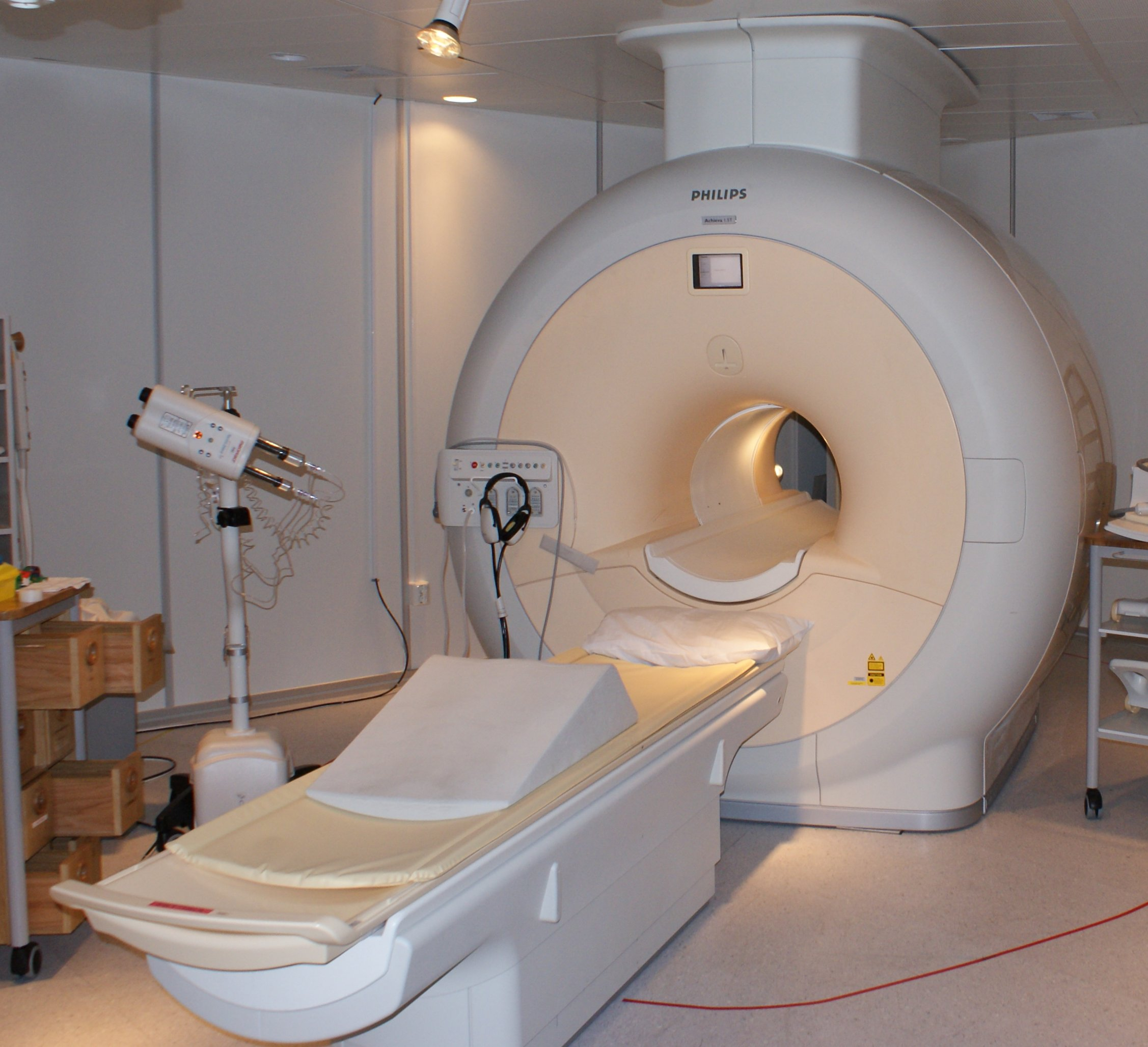
Un escáner para la obtención de imágenes por resonancia magnética permitió a los investigadores examinar cómo lidia el cerebro humano con información no bienvenida.

Un estudio de interpretación sesgada tuvo lugar durante las elecciones presidenciales de Estados Unidos de 2004 e implicó a sujetos que se describieron a sí mismos como personas con fuertes opiniones hacia los candidatos. Les mostraron pares de declaraciones, al parecer contradictorias, del candidato republicano George W. Bush, el candidato democrático John Kerry o una figura pública políticamente neutra. También se les dieron declaraciones que hacían que la aparente contradicción pareciese razonable. Con estas tres informaciones, tuvieron que decidir si las declaraciones de cada individuo eran o no inconsistentes. Había grandes diferencias en las evaluaciones, los sujetos interpretaban con mayor probabilidad las declaraciones del candidato al que se oponían como contradictorias.
En este experimento, los sujetos emitieron sus opiniones mientras su actividad cerebral era supervisada mediante imágenes por resonancia magnética. Cuando los sujetos evaluaban las declaraciones contradictorias del candidato del que son partidarios, los centros emocionales de sus cerebros se activaron. Esto no pasó con las declaraciones de los otros candidatos. Los experimentadores dedujeron que las diferentes respuestas a las declaraciones no se debían a errores pasivos de razonamiento, sino que los sujetos activamente reducían la disonancia cognitiva inducida por la lectura sobre el comportamiento irracional e hipócrita del candidato del que son partidarios.
La interpretación sesgada no está restringida a asuntos emocionalmente significativos. En otro experimento, se les contó a los sujetos una historia sobre un robo. Tenían que puntuar la importancia probatoria de las declaraciones discutiendo a favor o en contra de que un personaje particular fuera responsable. Cuando plantearon la hipótesis de la culpa de un personaje, puntuaron las declaraciones que apoyaban esa hipótesis como más importante que las declaraciones contrarias.

### Sesgo de memoria
Incluso si alguien ha buscado y ha interpretado pruebas de manera neutral, todavía puede recordarlas selectivamente para reforzar sus expectativas. Se denomina a este efecto «memoria selectiva», «memoria confirmatoria» o « memoria de acceso sesgado».
Las teorías psicológicas difieren en sus predicciones sobre la memoria selectiva. La teoría de esquema predice que la información que concuerda con las expectativas previas será más fácilmente almacenada y recordada.
Algunos enfoques alternativos dicen que la información sorprendente es más destacable y se recuerda mejor.
Las predicciones de ambas teorías han sido confirmadas en contextos experimentales diferentes, sin que ninguna teoría se imponga de manera rotunda.
En un estudio, los sujetos leían un perfil de una mujer que presentaba una mezcla de comportamientos introvertidos y extravertidos.
Más tarde tuvieron que recordar los ejemplos de su introversión y extraversión. A un grupo se le dijo que era para valorar a la mujer de cara a un trabajo como bibliotecaria, mientras que a un segundo grupo se le dijo que era para un trabajo de ventas inmobiliarias. Había una diferencia significativa entre lo que estos dos grupos recordaron: el grupo del trabajo de bibliotecaria recordó más ejemplos de introversión y los del grupo de ventas recordaron comportamientos más extravertidos.
También se ha mostrado un efecto de memoria selectiva en los experimentos que manipulan el atractivo de los tipos de personalidad.
En uno de estos, a un grupo de sujetos se les mostraron evidencias de que las personas extravertidas son más exitosas que los introvertidos, mientras que a otro grupo se le dijo lo contrario. En un estudio posterior, aparentemente sin relación, se les pidió recordar acontecimientos de sus vidas en los que habían sido introvertidos o extravertidos. Cada grupo de sujetos proporcionó más recuerdos relacionadas con el tipo de personalidad más deseable y los rememoró más rápidamente.
Un estudio mostró cómo la memoria selectiva puede mantener la creencia en la percepción extrasensorial.
A creyentes e incrédulos se les mostró una descripción de experimentos de percepciones extrasensoriales. A la mitad de cada grupo se les dijo que los resultados experimentales apoyaban la existencia de la percepción extrasensorial, mientras que a los demás se les dijo que no lo hacía. En una prueba posterior, los sujetos recordaron el material con exactitud, excepto los creyentes que habían leído pruebas que no apoyaban la percepción extrasensorial. Este grupo recordó menos información y alguna de esta incorrectamente, recordando que los resultados apoyaban la percepción extrasensorial.

## Efectos relacionados

### Polarización de la actitud
Cuando personas con puntos de vista opuestos interpretan nueva información de un modo sesgado, sus puntos de vista pueden llegar a separarse más. Es lo que se denomina polarización de las actitudes.
El efecto fue demostrado con un experimento que implicaba extraer una serie de bolas rojas y negras de una de las dos «cestas de bingo» ocultas. Los sujetos sabían que una cesta contenía un 60 % de bolas negras y un 40 % de rojas, y que la otra, el 40 % de negras y el 60 % de rojas. Los experimentadores observaron qué ocurría cuando se extraían bolas de colores alternos en una secuencia que no favorecía a ninguna de las cestas. Tras la extracción de cada bola, se pidió a los sujetos de un grupo declarar en voz alta sus opiniones sobre la probabilidad de que las bolas se estuvieran extrayendo de una u otra cesta. Estos sujetos tendían a tener más seguridad con cada sucesiva extracción ―si al principio pensaron que la cesta con el 60 % de pelotas negras o la del 60 % de pelotas rojas era la fuente más probable, su estimación de la probabilidad aumentó―. A otro grupo de sujetos se le pidió declarar la probabilidad estimada solo al final de una secuencia de extracciones, en lugar de después de cada bola. No mostraron el efecto de la polarización, lo que sugiere que esta no ocurre necesariamente cuando las personas simplemente sostienen posiciones contrarias, sino más bien cuando confían abiertamente en ellas.

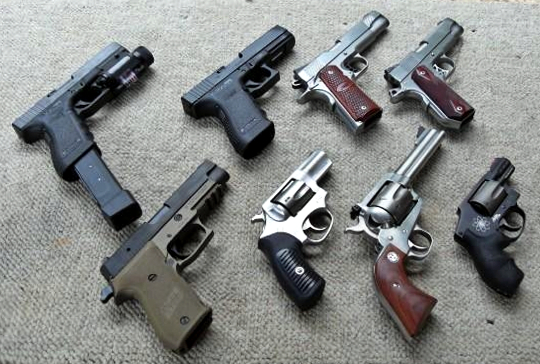
Las opiniones encontradas sobre un tema como la tenencia de armas pueden sesgar la manera en que alguien interpreta nuevas pruebas.

Un estudio menos abstracto fue el experimento de interpretación sesgada de Stanford, en el cual los sujetos con fuertes opiniones sobre la pena de muerte leyeron sobre pruebas experimentales de ambas posturas. El 23 % de los sujetos señalaron que sus percepciones se habían hecho más extremas y este cambio autorrelatado se correlacionaba fuertemente con sus actitudes iniciales.
En experimentos posteriores, los sujetos también informaron de que sus opiniones se hacían más extremas en respuesta a la información ambigua. Sin embargo, las comparaciones de sus actitudes antes y después de nuevas pruebas no mostraron ningún cambio significativo, sugiriendo que los cambios autorrelatados pudieran no ser reales.
Basándose en estos experimentos, Deanna Kuhn y Joseph Lao concluyeron que la polarización es un fenómeno real que lejos de ser inevitable, solo ocurre en una pequeña minoría de casos. Encontraron que se incitaba no solo por considerar pruebas de ambas posturas, sino por simplemente pensar en el tema.
Charles Taber y Milton Lodge alegaron que el resultado del equipo de Stanford había sido difícil de reproducir porque los argumentos usados en experimentos posteriores eran demasiado abstractos o confusos como para evocar una respuesta emocional. En el estudio de Taber y Lodge usaron cuestiones cargadas emocionalmente sobre el control de armas y la discriminación positiva.
Midieron las actitudes de los sujetos hacia estos temas antes y después de la lectura de argumentos sobre cada postura del debate. Dos grupos de sujetos mostraron una polarización de la actitud: aquellos con opiniones previas fuertes y los que estaban políticamente concienciados. En parte de este estudio, los sujetos eligieron qué fuentes de información querían leer de una lista preparada por los experimentadores. Por ejemplo, podrían leer los argumentos del control de armas de la Asociación Nacional del Rifle. Incluso cuando fueron instruidos para ser imparciales, los sujetos leían con mayor probabilidad los argumentos que apoyaban sus actitudes existentes. Esta búsqueda parcial de información se correlaciona bien con el efecto de polarización.

### Persistencia de creencias desacreditadas
El sesgo de confirmación puede usarse para explicar por qué algunas creencias permanecen cuando las pruebas iniciales en su favor son revocadas.
Este efecto de creencia persistente se ha mostrado en una serie de experimentos usando lo que se denomina «paradigma del informe»: los sujetos examinan pruebas falsificadas de una hipótesis, se mide su cambio de actitud y después se les dice que esas pruebas eran ficticias. Se mide una vez más sus actitudes para ver si su creencia vuelve a su nivel anterior.
Un hallazgo típico es que al menos una parte de la creencia inicial se mantiene aún después de una completa refutación.
En un experimento, los sujetos tuvieron que distinguir entre notas de suicidio verdaderas y falsas. La retroalimentación fue aleatoria: dijeron a unos que lo habían hecho bien, mientras que a otros se les dijo que lo habían hecho mal. Incluso después de que se les contara la verdad, los sujetos aún estaban bajo la influencia de la retroalimentación. Todavía pensaban que eran mejor o peor que el promedio en aquella clase de tarea, dependiendo de lo que al principio se les hubiera dicho.
En otro estudio, los sujetos leyeron las valoraciones de la actuación de dos bomberos, con sus respuestas a una prueba de aversión al riesgo.
Los datos ficticios se retocaron para mostrar correlación negativa o positiva entre la actitud de toma de riesgos y éxito en el trabajo.
Incluso si estos estudios hubieran sido ciertos, habrían sido pruebas científicamente pobres. Sin embargo, los sujetos las encontraron subjetivamente persuasivas.
Cuando se les mostró que los estudios eran falsos, la creencia de los sujetos sobre la correlación disminuyó, pero más o menos la mitad del efecto original permaneció.
Las entrevistas de seguimiento establecieron que los sujetos habían entendido el informe y se lo habían tomado en serio. Los sujetos parecían confiar en el informe, pero consideraron la información desacreditante como irrelevante para sus creencias personales.

### Preferencia por la información primaria
Los experimentos han mostrado que la información se pondera con más fuerza cuando aparece pronto en una serie, incluso cuando el orden no es relevante. Por ejemplo, la gente se forma una impresión más positiva de alguien descrito como «inteligente, trabajador, impulsivo, crítico, obstinado y envidioso» que cuando se dan las mismas palabras en orden inverso.
Este efecto de primacía irracional es independiente del efecto de primacía de la memoria, en el que los elementos más tempranos de una serie dejan una huella más fuerte en la memoria.
La interpretación sesgada ofrece una explicación para este efecto: al ver las pruebas iniciales, las personas forman una hipótesis que afecta a la manera en que interpretan el resto de la información.
Una demostración de primacía irracional tuvo lugar mediante la supuesta extracción de fichas coloreadas de dos urnas. Se les dijo a los sujetos la distribución en las urnas por colores y tuvieron que estimar la probabilidad de que una ficha hubiera sido extraída de una de ellas.
De hecho, los colores aparecían en un orden concertado. Las primeros treinta extracciones favorecieron a una urna y las siguientes treinta favorecieron a la otra.
La serie en su conjunto era neutra, por lo que racionalmente hablando, la probabilidad de cada urna era idéntica. Sin embargo, tras sesenta extracciones, los sujetos optaron por la urna de las primeras treinta extracciones.
Otro experimento conllevó una exposición de diapositivas de un solo objeto, visto como una imagen borrosa al principio y con una ligera mejora en el enfoque con cada diapositiva sucesiva.
Tras el pase de cada diapositiva, los sujetos debieron exponer su mejor conjetura sobre qué era el objeto. Los sujetos con unas conjeturas iniciales erróneas persistieron en ellas, incluso cuando el cuadro estaba lo suficientemente enfocado como para que se pudiera identificar fácilmente el objeto.

### Correlación ilusoria entre eventos
La correlación ilusoria es la tendencia a ver correlaciones inexistentes en un conjunto de datos.
Esta tendencia se demostró por primera vez en una serie de experimentos a finales de la década de 1960.
En un experimento, los sujetos leían un conjunto de estudios de casos psiquiátricos, incluyendo respuestas al test de Rorschach. Se constató que los hombres homosexuales relatan con una mayor probabilidad ver nalgas, anos o figuras sexualmente ambiguas en las imágenes del conjunto.[cita requerida] De hecho, los estudios eran falsos y, una versión del experimento, se había construido de modo que los hombres homosexuales relataran con una menor probabilidad ver estas imágenes.
En un estudio, un grupo de psicoanalistas experimentados informaron del mismo conjunto de asociaciones ilusorias con la homosexualidad.
Otro estudio registró los síntomas experimentados por pacientes de artritis junto con las condiciones meteorológicas durante un período de quince meses. Casi todos los pacientes afirmaron que sus dolores estaban correlacionados con las condiciones meteorológicas, aunque la verdadera correlación fuese cero.
Este efecto es una especie de interpretación sesgada en la que las pruebas objetivamente neutras o las evidencias desfavorables se interpretan para apoyar creencias existentes. También está relacionado con sesgos en la comprobación de hipótesis.
En la valoración de si dos acontecimientos, como la enfermedad y el mal tiempo, están correlacionados, la gente confía mucho en el número de casos positivo-positivo: en este caso, situaciones con dolor y mal tiempo. Por el contrario, prestan relativamente poca atención a otras clases de observaciones (ningún dolor y/o buen tiempo).
Esto resulta análogo a la confianza sobre las pruebas positivas en pruebas de hipótesis.
También puede reflejar una memoria selectiva, en la que se puede tener una percepción de que dos acontecimientos están correlacionados porque es más fácil recordar las veces en las que se dieron juntos.
| Días         | Lluvia | Sin lluvia |
| ------------ | ------ | ---------- |
| Artritis     | 14     | 6          |
| Sin artritis | 7      | 2          |

En el ejemplo ficticio anterior, los síntomas de la artritis aparecían con más probabilidad durante los días sin lluvia. Sin embargo, la gente probablemente se centra en el relativamente gran número de días en los que llueve y aparecen los síntomas. Centrándose en una casilla de la tabla más que en el conjunto de las cuatro, la gente puede percibir erróneamente la relación, en este caso asociando la lluvia con los síntomas de la artritis.

## Historia

### Observación informal

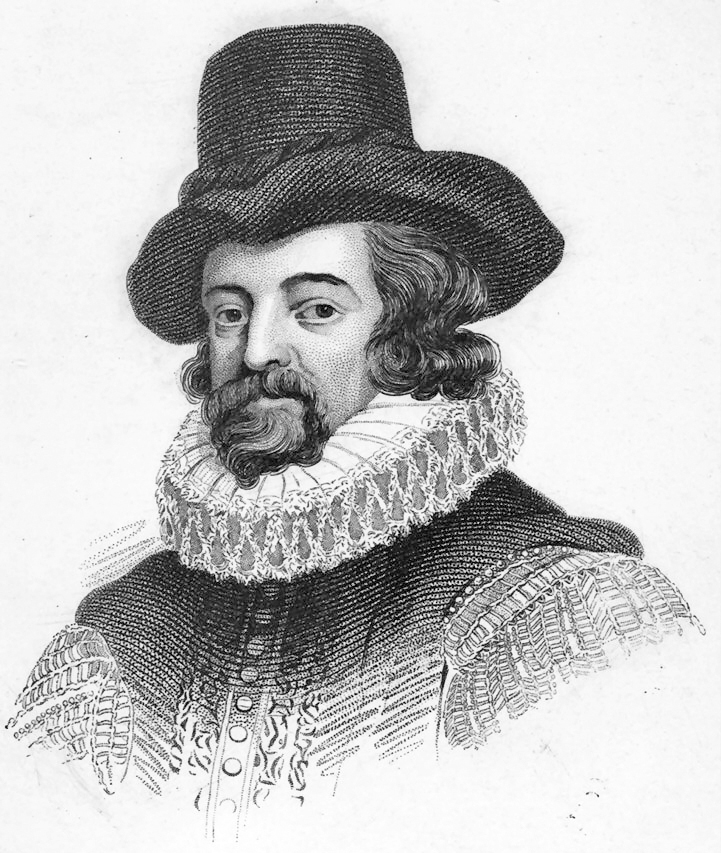
Francis Bacon.

Antes de las investigaciones psicológicas sobre el sesgo de confirmación, el fenómeno ya había sido observado de manera anecdótica por escritores, como el historiador griego Tucídides, el poeta italiano Dante Alighieri, el filósofo y científico inglés Francis Bacon
y el autor ruso León Tolstói. Tucídides escribió en Historia de la Guerra del Peloponeso: «Pues los hombres tienen por costumbre (…) rechazar con razonamientos arbitrarios lo que no les gusta». En La Divina Comedia, Tomás de Aquino advierte a Dante cuando se encuentran en el Paraíso: «Una opinión con frecuencia puede inclinarse precipitadamente al lado equivocado y después el cariño a las opiniones propias ata, restringe la mente».

El entendimiento humano (An Essay Concerning Human Understanding, 1690), una vez que ha adoptado una opinión […] dibuja todo lo demás para apoyar y mostrar conformidad con ella. Y pese a haber un gran número de ejemplos, y de peso, que muestran lo contrario, los ignora o desprecia, prescinde de ellos o los rechaza.
Francis Bacon, en Novum órganum

Bacon dijo que la valoración sesgada de las evidencias conducía «todas las supersticiones, tanto en astrología, como en sueños, presagios, juicios divinos o gustos».
En su ensayo «¿Qué es el arte?», Tolstói escribió:

Sé que la mayoría de hombres —no sólo aquellos considerados listos, sino incluso quienes son muy listos y capaces de comprender los más difíciles problemas científicos, matemáticos, o filosóficos— puede muy raramente vislumbrar incluso la verdad más sencilla y más obvia como si les obligara a admitir la falsedad de las conclusiones que se habían formado, quizás con mucha dificultad —conclusiones de las que están orgullosos, que han enseñado a otros y sobre las que han construido sus vidas—.

### Investigaciones de Wason en pruebas de hipótesis
El término «sesgo de confirmación» fue acuñado por el psicólogo inglés Peter Cathcart Wason.
En un experimento publicado en 1960, desafió a los sujetos a que identificaran una regla que aplicaba en tres números. Al principio, se les dijo que (2, 4, 6) cumplía con la regla. Así los sujetos podían crear sus propias series y el investigador les confirmaba si la serie cumplía o no con la regla.
Aunque la regla ciertamente era sencilla («cualquier secuencia creciente»), los sujetos encontraron grandes dificultades para averiguarla, decantándose con frecuencia por reglas mucho más complejas, como «el número del medio es la media del primero y el último».
Los sujetos parecían probar únicamente ejemplos positivos, con secuencias que cumplían con su hipotética regla. Por ejemplo, si consideraban que la regla era «cada número es dos unidades mayor que su predecesor», creaban series que cumplieran esta regla, como (11,13,15) en lugar de secuencias como (11,12,19), que no la cumplirían.
Wason aceptó el falsacionismo, según el cual una prueba científica de una hipótesis es un intento serio de falsarla. Interpretó que sus resultados mostraban una preferencia por la confirmación sobre la falsación, acuñando el término «sesgo de confirmación».
Wason usó este sesgo para explicar los resultados de su experimento de tarea de selección.
En esta tarea, los sujetos reciben información parcial sobre una serie de objetos y tienen que especificar qué información a mayores necesitarían para confirmar si existe o no una regla condicional («si ocurre A, entonces B»). Los resultados han mostrado en repetidas ocasiones que las personas sometidas a este test ignoran información que podría refutar la regla de manera potencial.

### Crítica de Klayman y Ha
En 1987 una publicación de Joshua Klayman y Young-Won Ha argumentó que los experimentos de Wason no habían demostrado con certeza la existencia de un sesgo hacia la confirmación. Por el contrario, Klayman y Ha interpretaban los resultados en términos de tendencia a hacer pruebas conforme a la hipótesis.
Lo denominaron «estrategia del test positivo».
Esta estrategia es un ejemplo de heurística: un razonamiento corto que es imperfecto pero fácil de calcular.
Klayman y Ha utilizaron la probabilidad bayesiana y la teoría de la información como sus estándares para la prueba de hipótesis, en lugar del falsacionismo de Wason. Según estas ideas, cada respuesta a una pregunta contiene una cantidad diferente de información, que depende de las creencias previas de la persona. Así, del test científico de una hipótesis es del que se espera una mayor información. Puesto que el contenido de la información depende de las probabilidades iniciales, un test positivo puede ser altamente informativo o desinformativo. Klayman y Ha argumentaron que cuando una persona piensa acerca de problemas realistas, está buscando una respuesta específica con una pequeña probabilidad inicial. En este caso los tests positivos son con frecuencia más informativos que los negativos.
Sin embargo, en la tarea de selección de Wason la respuesta (tres números en orden ascendente) es muy amplia, por lo que resulta poco probable que tests positivos arrojaran respuestas informativas. Klayman y Ha apoyaron sus análisis citando un experimento que utilizaba las etiquetas «DAX» y «MED» en lugar de «cumple la regla» y «no cumple la regla». Esto evitó dar a entender que el objetivo era encontrar una regla de escasa probabilidad. Los sujetos tuvieron mucho más éxito con esta versión del experimento.
| Entre todas las posibles combinaciones de tres números, aquellas que encajan con la regla verdadera se muestran esquemáticamente como un círculo. La regla planteada como hipotética es un círculo más pequeño incluido en él. | Dos círculos solapados representan la regla verdadera y la regla planteada como hipotética. Cualquier observación que encaje en las partes de los círculos que no se solapan muestra que las dos reglas no son exactamente lo mismo. En otras palabras, esas observaciones falsan la hipótesis. | Los tres números que cumplen la hipótesis se representan como un círculo dentro de todas las posibles combinaciones de tres cifras. La regla verdadera es un círculo más pequeño dentro de este. |

A raíz de esta y otras críticas, el objetivo de las investigaciones pasó de confirmación contra falsación a examinar si las personas prueban las hipótesis en una forma informativa o en una forma poco informativa pero positiva. La búsqueda de un «verdadero» sesgo de confirmación llevó a los psicólogos a observar un rango más amplio de efectos en cómo procesan las personas la información.

## Explicaciones
El sesgo de confirmación se describe con frecuencia como el resultado de un procesamiento automático. Los individuos no utilizan estrategias engañosas para falsear los datos, sino formas de procesamiento de información que tienen lugar de manera más o menos no intencionada.
Según Robert Maccoun, la mayoría de los procesamientos sesgados de pruebas ocurren de manera no intencionada mediante una combinación de mecanismos «calientes» (motivados) y «fríos» (cognitivos).
Las explicaciones cognitivas para el sesgo de confirmación se basan en las limitaciones de la capacidad de la persona para ocuparse de tareas complejas y en el uso de atajos, llamados «heurísticas», que usa.
Por ejemplo, la gente puede juzgar la fiabilidad de las pruebas utilizando la heurística de disponibilidad, como por ejemplo con qué facilidad viene a la mente una idea particular.
También es posible que la gente pueda centrarse en un único pensamiento por momento, por lo que encuentran difícil probar hipótesis alternativas paralelamente.
Otra heurística es la estrategia del test positivo identificada por Klayman y Ha, en la que las personas prueban una hipótesis examinando casos en los que esperan que ocurra el suceso. La heurística evita la tarea difíciles o imposible de determinar en qué medida servirá para diagnosticar una pregunta. Sin embargo, no es algo universalmente confiable, de manera que la gente puede pasar por alto desafíos a sus creencias existentes.
Las explicaciones motivacionales incluyen el efecto del deseo en las creencias, algo en ocasiones denominado «pensamiento ilusorio».
Se sabe que la gente prefiere los pensamientos placenteros sobre los desagradables, algo denominado principio de Pollyanna.
Aplicado a argumentos o fuentes de evidencias, esto podría explicar por qué es más probable que las conclusiones deseadas sean consideradas ciertas.
Según los experimentos que manipulan la conveniencia de la conclusión, la gente demanda un estándar mayor de pruebas para ideas difíciles de aceptar y estándar menor para ideas más aceptables. En otras palabras, preguntan «¿puedo creer esto?» para algunas preguntas y «¿debo creer esto?» para otras.
Aunque la consistencia es una característica deseable de las posturas, una excesiva búsqueda de ella puede ser otra fuente potencial de sesgo ya que puede impedir una evaluación neutral de información nueva y sorprendente.
El psicólogo social Ziva Kunda combina las teorías cognitiva y motivacional, argumentando que la motivación crea el sesgo pero que los factores cognitivos determinan su tamaño.
Las explicaciones en términos de análisis de coste-beneficio presumen que la gente no solo prueba hipótesis de una forma desinteresada, sino que calcula el coste de los diferentes errores.
Utilizando ideas de la psicología evolucionista, James Friedrich sugiere que la gente no apunta primeramente hacia la verdad al probar hipótesis, sino que tratan de evitar los errores más costosos. Por ejemplo, los empleadores pueden realizar cuestiones sobre una determinada materia porque se centran en eliminar candidatos que no den el perfil.
El refinamiento de Yacoov Trope y Akiva Liberman de esta teoría presupone que las personas comparan los dos tipos diferentes de error: aceptar una hipótesis falsa o rechazar una verdadera. Por ejemplo, alguien que subestima la honradez de un amigo puede tratarlo con desconfianza y que eso mine la amistad. Sobrestimar la honradez de un amigo puede también ser costoso, pero menos. En este caso, sería racional buscar, evaluar y o recordar pruebas de su honestidad de una manera sesgada.
Cuando alguien da una impresión inicial de ser introvertido o extravertido, las cuestiones que se relacionan con esa impresión se vuelven más empáticas.
Esto sugiere que cuando se habla a alguien que parece ser introvertido, es una muestra de posesión de mejores habilidades sociales el preguntar: «¿Te sientes incómodo en situaciones sociales?» en lugar de «¿Te gustan las fiestas ruidosas?». La conexión entre el sesgo de confirmación y las habilidades sociales se confirmó en un estudio que analizaba de qué manera los universitarios conocen a otras personas. Los estudiantes altamente autosupervisados, que son más sensibles a su entorno y a las normas sociales, realizaron un mayor número de preguntas adecuadas cuando entrevistaban a un miembro importante de un personal que cuando tenían que conocer a compañeros estudiantes.

## Consecuencias

### En las finanzas
El sesgo de confirmación puede llevar a los inversores a sobreconfiarse, ignorando pruebas de que sus estrategias les harán perder dinero.
En estudios de mercados de valores políticos, los inversores lograron mayores beneficios cuando se resistieron al sesgo. Por ejemplo, los participantes que interpretaron la actuación de un candidato en un debate de manera neutral tenían más posibilidades de obtener beneficios.
Para combatir el efecto del sesgo confirmatorio, los inversores pueden tratar de adoptar el punto de vista contrario «por el propósito de discutir».
En una técnica, los inversores imaginan que pierden sus inversiones y se preguntan a sí mismos por qué podría ocurrir esto.

### En la salud física y mental
Raymond Nickerson, psicólogo, culpa al sesgo de confirmación de los tratamientos médicos ineficaces que se usaron durante siglos hasta la llegada de la medicina científica.
Si un paciente se recuperaba, las autoridades médicas consideraban el tratamiento como exitoso, en lugar de buscar explicaciones alternativas como que la enfermedad había agotado su curso natural.
La asimilación sesgada es un factor en el llamamiento moderno a la medicina alternativa, cuyos defensores están influidos por pruebas positivas anecdóticas pero tratan las pruebas científicas de manera altamente crítica.
La terapia cognitiva fue desarrollada por Aaron T. Beck a comienzos de la década de 1960 y se ha convertido en un enfoque popular.
Según Beck, el procesamiento sesgado de información es un factor de la depresión.
Su enfoque enseña a la gente a tratar las pruebas de manera imparcial en lugar de reforzar selectivamente perspectivas negativas.
También se ha mostrado que las fobias y la hipocondría involucran un sesgo confirmatorio para información amenazadora.

### En la política y el Derecho

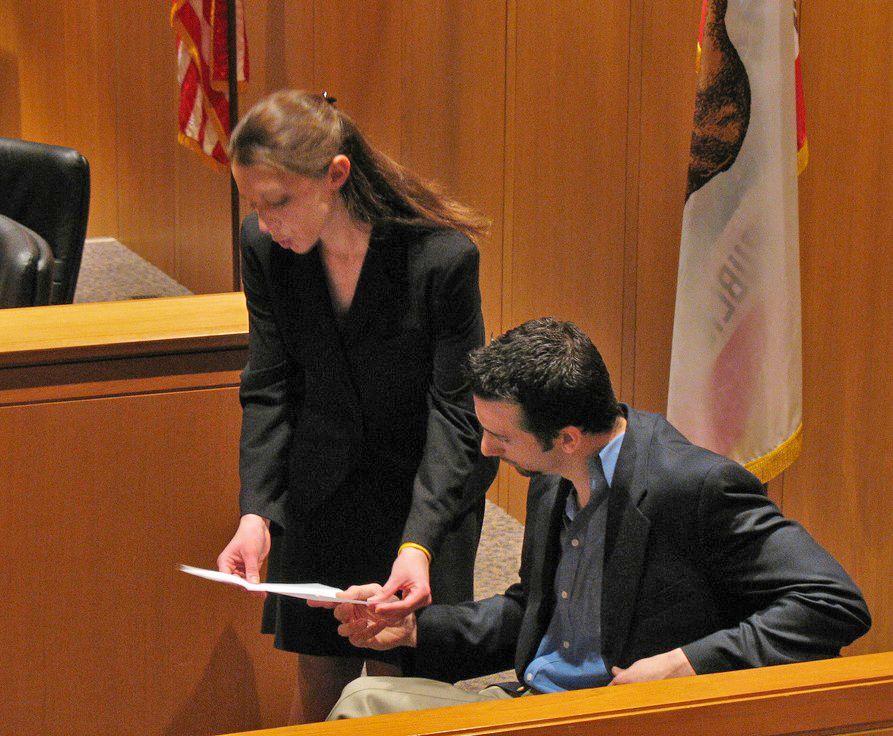
Los juicios falsos permitieron a los investigadores examinar el sesgo de confirmación en situaciones realistas.

Nickerson afirma que en los contextos judicial y político en ocasiones se sesgan los razonamientos subconscientemente, favoreciendo las conclusiones que jueces, jurados o gobiernos ya han tomado con anterioridad.
Puesto que las pruebas en un juicio con jurado pueden ser complejas y los miembros de ese jurado con frecuencia toman decisiones sobre el veredicto en etapas tempranas de la deliberación, resulta razonable esperar un efecto de polarización de las actitudes. La predicción de que los miembros del jurado tomarán puntos de vista más extremos a medida que ven más pruebas se ha confirmado en experimentos con juicios falsos.
Tanto los sistemas de justicia criminal inquisitivos como acusatorios se han visto afectados por el sesgo confirmatorio.
El sesgo confirmatorio puede ser un factor a tener en cuenta a la hora de crear o extender conflictos, de debates cargados emocionalmente a guerras: al interpretar las pruebas a favor de la postura propia, cada parte puede considerar su postura como la más acertada.
Por otro lado, puede causar que la gente ignore o interprete erróneamente los signos de un conflicto inminente o incipiente. Por ejemplo, los psicólogos Stuart Sutherland y Thomas Kida han expuesto que el almirante estadounidense Husband E. Kimmel mostró un sesgo de confirmación ante los primeros signos del ataque a Pearl Harbor.
Un estudio de dos décadas de expertos en política realizado por Philip E. Tetlock constató que, en conjunto, sus predicciones no eran mucho mejores que las aleatorias. Tetlock dividió a los expertos en dos grupos: «zorros» que mantenían múltiples hipótesis y «erizos» que eran más dogmáticos. En general, los erizos eran mucho menos precisos. Tetlock culpó esos errores específicamente al sesgo de confirmación, a su incapacidad para utilizar nueva información que contradijera sus teorías existentes.

### En marketing
En estrategias de marketing, debido al sesgo de confirmación, siempre se tienen que adaptar los contenidos comerciales y la imagen de marca al púbico objetivo. Desde los colores hasta la forma de escribir deben ser aprobados inconscientemente por el cliente o este rechazará el resto del contenido. Así mismo, la imagen tanto corporativa como humana de una marca se fundamenta siempre en las tendencias y preferencias del público al que va dirigido. Los publicistas realizan auditorías y estudios previos, o incluso encuestas a la hora de construir una imagen corporativa.
Técnicas de marketing basadas en el sesgo de confirmación:
- Pruebas del producto por parte del cliente que confirmen sus expectativas.
- Generar empatía al confirmar las ideas preconcebidas del cliente.
- Tener contenidos e imagen con base en los ideales y tendencias del público al que van dirigidos.

### En lo paranormal
Un factor de éxito en las «lecturas en frío» de un vidente es que los oyentes aplican un sesgo de confirmación que hace encajar las declaraciones del mismo en sus propias vidas.
Mediante la realización de un gran número de declaraciones ambiguas en cada sesión, el vidente da al cliente más oportunidades de encontrar algo que encaje. Esta es una de las técnicas de la lectura en frío, con la que el vidente puede dar una lectura subjetivamente admirable sin ninguna información previa acerca del cliente.
El investigador James Randi comparó la transcripción de la lectura con lo que el cliente afirmó que el vidente había dicho y encontró que el cliente mostraba una memoria altamente selectiva de los «éxitos».
Como «ilustración destacada» de un sesgo de confirmación en el mundo real, Nickerson menciona la piramidología numerológica: la práctica de buscar un significado a las proporciones de las pirámides egipcias.
Hay muchas formas diferentes de medirlas, por lo que resulta prácticamente inevitable que las personas que toman en consideración estos números de manera selectiva encuentren correspondencias superficialmente asombrosas, como por ejemplo con las dimensiones de la Tierra.

### En el procedimiento científico
Una característica distintiva del pensamiento científico es la búsqueda de la falsación así como la confirmación de las pruebas.
Sin embargo, en muchas ocasiones en la historia de la ciencia, los científicos se han resistido a los nuevos descubrimientos interpretándolos selectivamente o ignorando información desfavorable.
Diversas investigaciones han mostrado que la evaluación de la calidad de los estudios científicos parece ser particularmente vulnerable al sesgo de confirmación. En varias ocasiones se ha descubierto que los científicos puntúan los estudios que relatan hallazgos que concuerdan con sus creencias previas de manera más favorable que aquellos estudios que no encajan con esas creencias.
Sin embargo, suponiendo que la cuestión de la investigación es relevante, el diseño experimental suficiente y que los datos se describen clara y exhaustivamente, los hallazgos tendrían que ser de importancia para al comunidad científica y no deberían ser percibidos con prejuicio, independientemente de si encajan en las predicciones teóricas actuales.
El sesgo de confirmación puede, pues, ser especialmente peligroso para las evaluaciones objetivas de resultados que se salgan del guion, puesto que los individuos sesgados pueden ver las pruebas contrarias como débiles en un principio y darles poca seriedad al revisar sus creencias.
Los innovadores científicos con frecuencia se topan con resistencia de la comunidad científica y las investigaciones que presenten resultados controvertidos con frecuencia reciben una revisiones por pares duras.
En el contexto de la investigación científica, el sesgo confirmatorio puede mantener teorías o programas de investigación ante pruebas inadecuadas o incluso contradictorias;
el campo de la parapsicología se ha visto particularmente afectado.
El sesgo de confirmación de un experimentador puede potencialmente afectar a qué datos se notifican. Aquellos datos que entren en conflicto con las expectativas del experimentador pueden ser más fácilmente descartados por ser poco fidedignos. Para combatir esta tendencia, el entrenamiento científico enseña formas de prevenir el sesgo.
Por ejemplo, el diseño experimental de pruebas aleatoriamente controladas (unido a su revisión sistemática) pretende minimizar posibles fuentes de sesgo.
El proceso social de revisión por pares se ha pensado para mitigar el efecto de los sesgos individuales de los científicos,
incluso a pesar de que este proceso de revisión en sí mismo puede ser susceptible de sesgo.

### En la autopercepción
Lo psicólogos sociales han identificado dos tendencias en la forma en que las personas buscan o interpretan la información sobre sí mismos. La autocomprobación es el camino para reforzar la autopercepción existente y la automejora el camino para buscar una retroalimentación positiva. Ambas se sirven de sesgos de confirmación.
En experimentos en los que las personas reciben observaciones que entran en conflicto con su autopercepción, es menos probable que presten atención o que las recuerden que cuando se les dan observaciones de autocomprobación.
Reducen el impacto de tal información interpretándola como poco fidedigna.
Experimentos similares han demostrado una preferencia por la retroalimentación positiva y por las personas que la dan sobre las que dan una negativa.